# پت تومی
پت تومی (به انگلیسی: Pat Toomey) (زادهٔ ۱۷ نوامبر ۱۹۶۱) سناتور ایالت پنسیلوانیا در سنای ایالات متحده آمریکا است که برای نخستین‌بار در ۳ ژانویه ۲۰۱۱ به‌عضویت این مجلس درآمد. وی در زمرهٔ سناتورهای گروه سوم است که به‌مدت ۶ سال در سنا حضور دارند و تا تاریخ ۳ ژانویه ۲۰۱۷ در این مجلس حضور داشت.